# Epidendrum viviparum
Epidendrum viviparum är en orkidéart som beskrevs av John Lindley. Epidendrum viviparum ingår i släktet Epidendrum och familjen orkidéer. Inga underarter finns listade i Catalogue of Life.